# Assedio di Roma (Porsenna)
L'assedio di Roma da parte di Lars Porsenna si svolse nel 508/507 a.C., negli anni subito dopo la fine della monarchia, tra l'esercito romano guidato dai consoli e il lucumone della città etrusca di Chiusi. I Romani, secondo una parte della tradizione, sembra riuscirono a mantenere la loro indipendenza, costringendo Porsenna a ritirarsi.

## Contesto storico
Nel 509 a.C. i re etruschi di Roma furono rovesciati nel contesto di una più ampia esautorazione del potere etrusco nell'area dell'antico Latium vetus, e Roma, i cui possedimenti non si estendevano oltre le 15 miglia dalla città, si diede un assetto repubblicano, una forma di governo basata sulla rappresentatività popolare e in contrasto con la precedente autocrazia monarchica.
Il re deposto, Tarquinio il Superbo, la cui famiglia si narra fosse originaria di Tarquinia in Etruria, ottenne il sostegno delle città di Veio e Tarquinia, ricordando le sconfitte subite in passato per mano dei Romani. Gli eserciti delle due città seguirono Tarquinio nell'impresa di riconquistare Roma, ma i due consoli romani, Publio Valerio Publicola e Lucio Giunio Bruto, avanzarono con le forze romane per venire a contatto con loro. L'ultimo giorno del mese di febbraio fu combattuta la sanguinosa battaglia della Selva Arsia, durante la quale perirono moltissimi uomini da una parte e dall'altra; tra questi anche il console Bruto. Lo scontro fu interrotto da una violenta ed improvvisa tempesta, senza che fosse certo l'esito, tanti erano i morti che giacevano sul campo di battaglia. Entrambe le parti reclamavano la vittoria, finché non fu sentita nel profondo della notte una voce che affermava che i Romani avevano vinto, poiché gli Etruschi avevano perso un uomo in più.
(Plutarco, La vita di Publicola)
Impauriti dalla voce molti tra gli Etruschi fuggirono, lasciando i compagni prigionieri nelle mani dei romani e Valerio poté così rientrare a Roma in trionfo, il primo trionfo celebrato da un condottiero romano (1º marzo del 509 a.C.).

## Fasi dello scontro

### Primo assalto

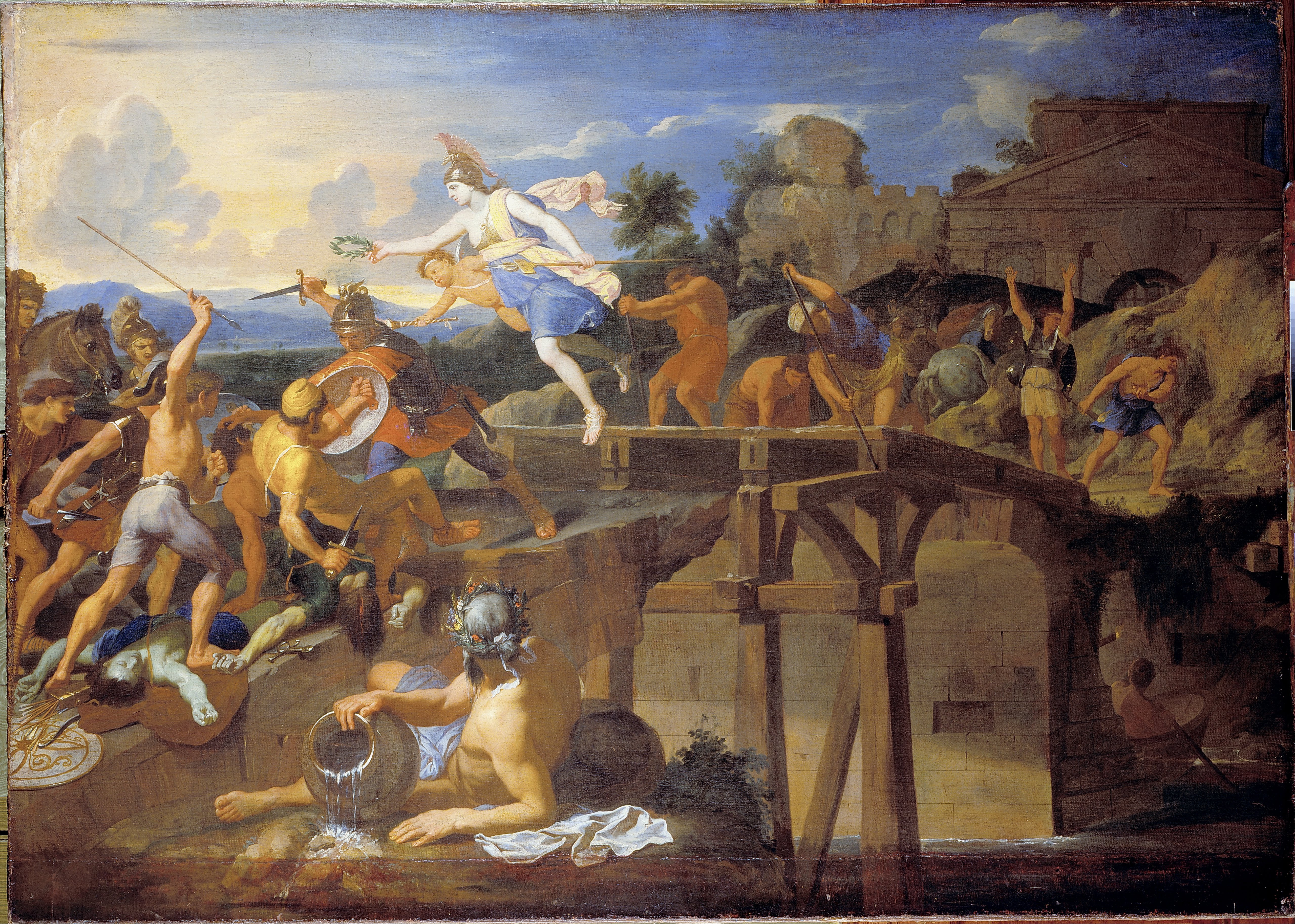
Orazio Coclite difende il pons Sublicius (Charles Le Brun, 1642/43)

E così Tarquinio, non essendo riuscito a riconquistare il trono insieme agli alleati etruschi delle città di Tarquinia e Veio, cercò aiuto nel lucumone di Chiusi, Lars Porsenna (nel 508 a.C., durante il consolato di Tito Lucrezio Tricipitino e Publio Valerio Publicola). Chiusi era a quel tempo una potente città etrusca. Nonostante la tradizione ci presenti Lars Porsenna come re di Chiusi, ci sono elementi che portano a ritenere che quest'ultimo agì anche per conto di altre città etrusche alleate o sottomesse. Plinio il Vecchio, nel descriverci il leggendario mausoleo del sovrano, chiama Porsenna non tanto "re di Chiusi" ma "Re d'Etruria", ed infine, nel riportare una storia etrusca secondo la quale un fulmine fu evocato da Porsenna per distruggere il mostro Olta che minacciava la sua città, indica Porsenna come re di Volsinii. Vi è da aggiungere, per completezza, che Dionigi di Alicarnasso e Floro indicano Porsenna come lucumone della città di Chiusi e re di tutta l'Etruria.
Il Senato romano, venuto a sapere che l'esercito di Porsenna si stava avvicinando, temette che il popolo di Roma potesse, per la paura, accogliere di nuovo il re Tarquinio in città. Per questo motivo il Senato prese una serie di provvedimenti che rafforzassero la volontà da parte della plebe di resistere di fronte all'imminente assedio. Si provvide pertanto ad avere cura, prima di tutto, dell'annona, inviando emissari tanto ai Volsci quanto a Cuma con l'obiettivo di procurare frumento; il commercio del sale, il cui prezzo era ormai aumentato alle stelle, fu sottratto ai privati e divenne monopolio di stato; la plebe venne esentata da dazi e tributi, mentre le classi abbienti dovettero sostituirsi fiscalmente nella misura in cui erano in grado di farlo. Queste misure ebbero successo, tanto che la popolazione di Roma prese animo, pronta a combattere contro il nemico.
Quando il nemico etrusco apparve, Tito Livio racconta che ci fu un generale fuggi fuggi dalle campagne a Roma, che venne munita di numerosi presidi armati. Il pons Sublicius offriva al nemico una breccia, se non fosse stato per un uomo, Orazio Coclite, il quale da solo si oppose al nemico. Destinato, per caso, alla guardia del ponte, vide che il nemico aveva ormai occupato il Gianicolo con un attacco a sorpresa e poi, da quel punto, stavano scendendo rapidamente verso il ponte. I compagni di Orazio, in preda al panico, gettarono le armi e provarono a darsi alla fuga, ma Orazio riuscì a bloccarli, urlando che era inutile fuggissero, poiché avrebbero permesso in poco tempo al nemico di occupare anche il Palatino ed il Campidoglio. Ottenuto ciò che voleva, Orazio esortò i suoi compagni a distruggere il ponte con qualunque mezzo avessero a disposizione, compreso il fatto di dargli fuoco, mentre egli avrebbe retto, anche da solo, l'urto dei nemici. Avanzò così a grandi passi verso l'ingresso del ponte, lasciando gli Etruschi sbalorditi per l'incredibile coraggio che dimostrava nell'affrontarli, armi alla mano.
(Tito Livio, Ab Urbe condita libri, II, 10)
Gli Etruschi allora ebbero un attimo di incertezza. Poi, spinti dalla vergogna, si gettarono tutti insieme all'assalto, urlando. Ma Orazio riuscì a ripararsi con lo scudo da tutti i loro colpi e mantenne la posizione ad ogni costo. Quando gli Etruschi erano ormai prossimi a travolgerlo, il fragore del ponte che andava in pezzi e la gioia dei Romani per aver portato a termine l'operazione, ne contennero l'urto. In quello stesso momento Coclite gridò: «O padre Tiberino, io ti prego solennemente di accogliere benignamente nella tua corrente questo soldato con le sue armi!» Detto ciò, si tuffò nel Tevere armato e, sotto un lancio fittissimo di frecce, giunse indenne a nuoto fino alla sponda dove si trovavano i suoi commilitoni, protagonista di un'impresa destinata grande eco presso i posteri, tanto che la Res publica lo ricompensò più tardi con una statua in pieno comizio e la concessione di tutta la terra che fosse riuscito ad arare in un giorno. Accanto agli onori ufficiali, ci furono anche attestati di gratitudine da parte dei privati cittadini, i quali, nonostante il periodo di grande carestia, donarono una razione dei loro viveri, secondo le proprie possibilità.

### Assedio alla città
Porsenna, respinto al primo attacco, decise di modificare la propria strategia, ponendo la città di Roma sotto assedio. Pose, quindi, una guarnigione sul Gianicolo e si accampò in pianura lungo le rive del Tevere. Poi, mise insieme una flottiglia con le imbarcazioni che riuscì a razziare nei dintorni, impiegandola per il blocco alle importazioni di grano a Roma, oltre a mettere i suoi armati nelle condizioni di compiere delle razzie ai danni dei Romani. In questo modo i contadini romani furono costretti a portare all'interno delle mura cittadine, non solo tutto ciò che possedevano nei campi, ma anche il bestiame che nessuno più osava portare al pascolo fuori città. Ma sembra anche che tutta questa libertà lasciata agli Etruschi facesse parte di un preciso piano.
Tito Livio racconta infatti che il console Valerio, in attesa di assalire di sorpresa un numero consistente di nemici, permetteva continuassero le aggressioni di poca importanza. E così un giorno, per attirare il nemico, fece sapere agli Etruschi, tramite un disertore, che avrebbe permesso ai Romani di uscire in massa con le greggi, il giorno successivo, dalla porta Esquilina (la più distante dalle postazioni nemiche). Gli Etruschi, allora, guadarono il Tevere in molti più del solito, sperando in un ricco bottino. Publio Valerio Publicola diede ordine a Tito Erminio di appostarsi con un modesto contingente sulla via Gabinia, a due miglia da Roma; Spurio Larcio venne, invece, inviato alla porta Collina con un contingente di giovani fanti, armati alla leggera, e di lasciar passare il nemico per poi tagliargli la via della ritirata.
Dei due consoli, Tito Lucrezio Tricipitino uscì dalla porta Nevia con alcuni manipoli, mentre Valerio guidò delle truppe scelte sul monte Celio, che per prime il nemico avrebbe viste. Quando Erminio capì che la battaglia era iniziata, uscì dal suo nascondiglio e piombò sulle retrovie etrusche, incuranti del pericolo che avevano alle spalle, poiché erano rivolti in direzione di Lucrezio. A sinistra, dalla porta Collina, e a destra, da quella Nevia, altri reparti romani giunsero, circondando il nemico e massacrandolo, visto che erano inferiori in numero ai Romani e senza possibilità di ritirarsi. Questa sconfitta segnò la fine delle razzie etrusche.

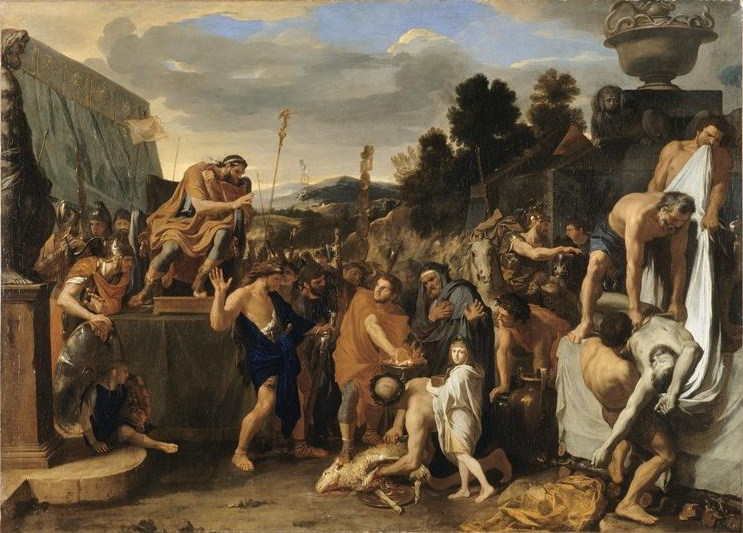
Muzio Scevola davanti a Porsenna (olio su tela di Charles Le Brun, 1643-1645, Mâcon, musée des Ursulines)

L'assedio di Porsenna continuò, risultando per i Romani pressante la sua tattica che li costringeva a non potersi rifornire adeguatamente di frumento, che cominciava pertanto a scarseggiare. Porsenna nutriva, infatti, speranze di espugnare la città. Intanto, un giovane di nobile famiglia, Gaio Muzio non riusciva a sopportare che il suo popolo, mai prima d'ora assediato da altri popoli, una volta libero dal regime monarchico, fosse costretto a rimanere rinchiuso tra le mura dagli Etruschi che, in passato, combattendo contro Roma avevano solo subito sconfitte. Determinato a porre fine all'assedio, senza consultare nessuno, decise di penetrare nell'accampamento nemico. Ma poiché temeva, senza l'adeguata autorizzazione consolare, di essere arrestato per diserzione se le sentinelle romane lo avessero sorpreso, preferì comparire di fronte al senato. Qui espose il suo piano dicendo:
(Tito Livio, Ab Urbe condita libri, II, 12.)
I senatori approvarono e Muzio decise di compiere l'impresa con una spada nascosta sotto la veste. Giunto all'accampamento etrusco, riuscì a mescolarsi nel fitto della folla di fronte al palco del re. Casualmente era giorno di paga per i soldati e vi era uno scrivano, seduto accanto al re, vestito in modo simile a lui, al quale tutti i soldati si rivolgevano. E poiché Muzio non voleva chiedere quale dei due fosse Porsenna, per evitare di essere smascherato, preferì affidarsi alla sorte e sgozzò lo scrivano al posto del re. Cercò quindi di fuggire, facendosi largo con la spada insanguinata in mezzo alla folla, presa dal panico. Giunte le guardie reali, poco dopo riuscirono a catturarlo, portandolo di fronte al palco del re. Qui, Muzio, al cospetto di Porsenna disse:
(Tito Livio, Ab Urbe condita libri, II, 12.)
Poiché il re era furibondo e terrorizzato per il pericolo corso, e minacciava di mandarlo al rogo se non dava adeguate spiegazioni, Muzio esclamò:
(Tito Livio, Ab Urbe condita libri, II, 12.)
Così dicendo infilò la mano destra in un braciere acceso, pronto per un sacrificio, e la lasciò bruciare come se fosse stata priva di sensibilità. Il re fu talmente sbalordito dal gesto che, dopo essersi alzato di scatto dal suo scranno, costrinse il giovane ad allontanarsi dall'altare e gli disse:
(Tito Livio, Ab Urbe condita libri, II, 12.)
Allora Muzio, per ricambiarne la generosità, aggiunse che avevano giurato in trecento, il meglio della gioventù romana, di provare ad uccidere il sovrano etrusco in ogni modo, e che Muzio era stato semplicemente sorteggiato per primo. Gli altri avrebbero perseguito il loro obbiettivo fino a quando non fosse stato ucciso. Una volta rilasciato Muzio, in seguito soprannominato Scevola per la perdita della mano destra, vennero inviati a Roma degli ambasciatori da parte di Porsenna. Il re, scosso all'idea di dover affrontare lo stesso pericolo per altre trecento volte, pari al numero dei futuri aggressori, preferì offrire la pace ai Romani.

## Conseguenze

### Reazioni immediate
Secondo la leggenda romana, Porsenna, pieno di ammirazione per gli atti di valore dei Romani, tra cui basta ricordare quelli di Orazio Coclite, Muzio Scevola e Clelia, desistette dal conquistare Roma, facendo ritorno a Chiusi. Questo secondo quanto raccontano gli storici favorevoli alla tradizione romana come Tito Livio, o Floro, probabilmente per nascondere una possibile disfatta romana. Livio infatti aggiunge che tra le richieste del trattato di pace offerto da Porsenna ai Romani, c'era anche quella riguardante la restituzione del trono di Roma ai Tarquini, anche se sapeva in partenza che sarebbe stata rifiutata. Porsenna fu costretto ad avanzare tale proposta, poiché non se la sentiva di negare la cosa in partenza ai Tarquini. Ottenne invece la restituzione dei territori perduti dai Veienti. Quanto ai Romani, furono costretti a consegnare degli ostaggi, in cambio del ritiro della guarnigione etrusca dal Gianicolo. Conclusa la pace a queste condizioni, Porsenna lasciò il territorio romano, mentre a ricompensa del gesto coraggioso che aveva portato alla fine della guerra, il Senato donò a Muzio un terreno al di là del Tevere che in séguito prese il nome di prata Mucia.

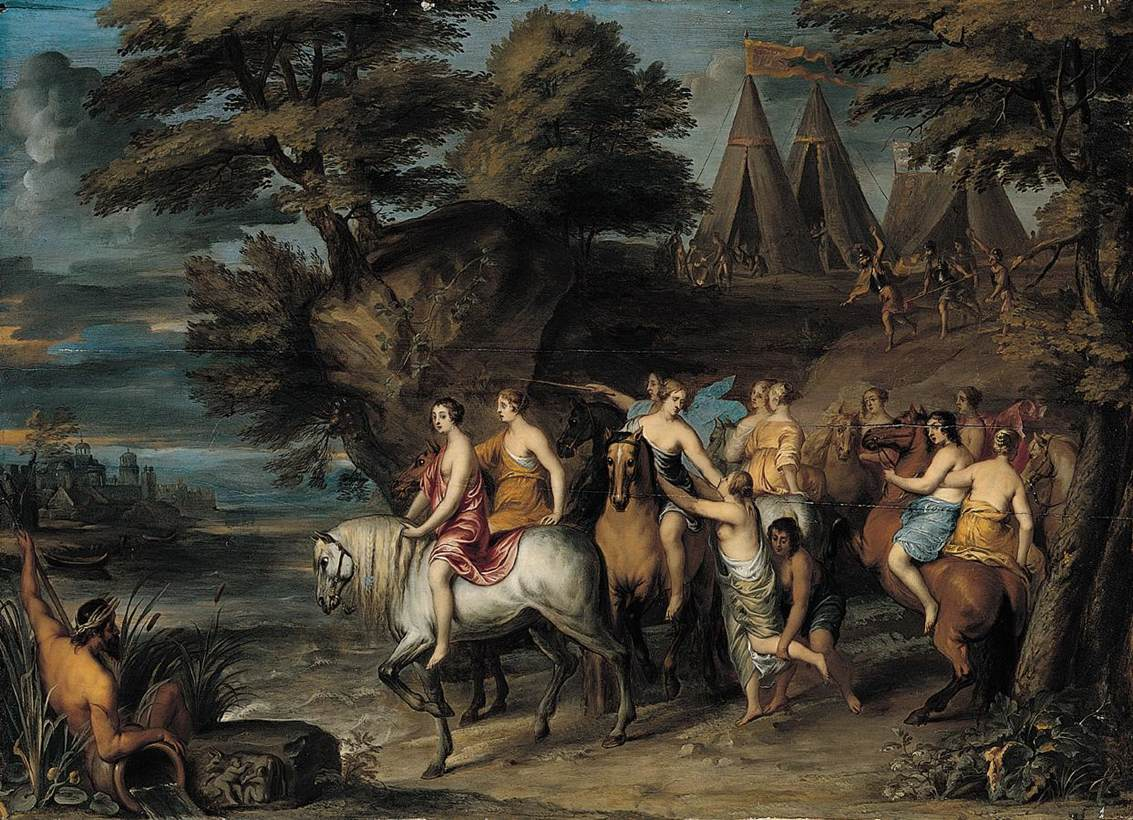
Cloelia e le sue compagne scappano dagli Etruschi (Frans Wouters, metà del XVII secolo)

Vi fu infine un atto di patriottismo, questa volta da parte di una ragazza romana di nome Clelia, cui era toccato in sorte di far parte del numero di ostaggi. Poiché l'accampamento etrusco era posizionato vicino alla riva del Tevere, la ragazza riuscì a fuggire alle sentinelle e, con un gruppo di coetanee, attraversò a nuoto il fiume sotto una pioggia di frecce, riuscendo a salvarsi ed raggiungere i propri parenti in città. Quando il re lo venne a sapere, mandò degli ambasciatori a Roma per chiedere la restituzione di Clelia, senza preoccuparsi delle altre ragazze. Passato poi dalla collera all'ammirazione per l'impresa della ragazza, disse che il rifiuto di restituire l'ostaggio avrebbe costituito una violazione del trattato. Promise quindi che non le avrebbe fatto alcun male. Fu così che i Romani riconsegnarono la ragazza, che il re etrusco non solo protesse, ma onorò, permettendole di scegliere gli altri ostaggi che avrebbero dovuto farle compagnia e che Clelia indicò in alcuni adolescenti come lei. Una volta conclusa la pace, i Romani immortalarono il gesto di estremo coraggio della ragazza con una statua equestre in cima alla Via Sacra.
Ancora Livio racconta che qualche anno più tardi (nel 504 a.C.), Porsenna fece l'ultimo tentativo diplomatico per restituire ai Tarquini il trono di Roma. Allora il senato inviò al re alcuni suoi eminenti membri, con una risposta garbata ma concisa da non lasciare alcuno spazio alla mediazione, evitando però di rovinare i buoni rapporti tra i due popoli (Roma e Chiusi):
(Tito Livio, Ab Urbe condita libri, II, 15.)
Gli ambasciatori romani pregarono il re affinché, qualora gli stesse a cuore il bene di Roma, non calpestasse la loro libertà. Vinto dal senso di rispetto, Porsenna rispose:
(Tito Livio, Ab Urbe condita libri, II, 15.)
Alle sue parole seguirono ulteriori dimostrazioni di amicizia, con la restituzione di tutti gli ostaggi, oltre al territorio di Veio avuto dopo il trattato di pace sottoscritto sul Gianicolo. Tarquinio, invece, persa ogni speranza di poter rientrare, si ritirò in esilio a Tuscolo, presso il genero Ottavio Mamilio.
Invece, secondo la versione di Dionigi di Alicarnasso, dopo la partenza di Porsenna il senato romano inviò al re etrusco un trono d'avorio, uno scettro, una corona d'oro e una veste trionfale, che rappresentava l'insegna dei re. Da Plutarco veniamo, inoltre, a sapere che a Porsenna fu eretta una statua di rame in prossimità del senato e che la città dovette pagare decime per molti anni. Anche Plinio il Vecchio lascia intendere che Porsenna proibì ai Romani l'uso del ferro se non in agricoltura:
(Plinio il Vecchio, Naturalis historia, XXXIV.)

### Impatto sulla storia
L'arresto dell'espansionismo etrusco era pertanto cominciato sul finire del VI secolo a.C. Prima era stata Roma a liberarsi dalla loro supremazia con la cacciata, verso il 510 a.C., dei Tarquini; poi se ne liberarono i Latini, che, sostenuti da Aristodemo di Cuma, ad Ariccia, nel 506 a.C., li sconfissero in battaglia. In questo modo, gli avamposti degli Etruschi in Campania rimasero isolati e si indebolirono dopo la sconfitta navale che essi subirono a Cuma nel 474 a.C. (v. battaglia di Cuma), andando perduti nel 423 a.C. con la conquista di Capua da parte degli Osci.